# Liste des sites classés et inscrits de l'Aveyron

Le département de l'Aveyron en rouge sur la carte

Cet article recense les sites classés et inscrits de l'Aveyron, en France.

## Listes

### Sites classés
La liste suivante recense les sites classés de l'Aveyron.
Les sites peuvent être classés suivant un ou plusieurs critères : artistique, pittoresque, scientifique, historique, légendaire (ou tout critère).
| Site                                 | Communes                                                   | Date              | Superficie (ha) | Critères et notes                                                               | Coordonnées                 | Photo |
| ------------------------------------ | ---------------------------------------------------------- | ----------------- | --------------- | ------------------------------------------------------------------------------- | --------------------------- | ----- |
| Tilleul de Notre-Dame d'Aurès        | Arvieu                                                     | 21 septembre 1936 | 0,01            | Tout critère L'arbre est situé sur la place devant l'église, au hameau d'Aurès. | 44° 12′ 12″ N, 2° 42′ 30″ E |       |
| Conques et gorges du Dourdou         | Conques-en-Rouergue                                        | 15 janvier 2021   | 2 059,95        | Historique et pittoresque                                                       | 44° 35′ 41″ N, 2° 23′ 59″ E |       |
| Château d'Entraygues et ses abords   | Entraygues-sur-Truyère                                     | 7 mars 1944       | 0,36            | Tout critère                                                                    | 44° 38′ 39″ N, 2° 33′ 49″ E |       |
| Ensemble formé par l'aven des Perles | Mélagues                                                   | 26 avril 2002     | 16,05           | Pittoresque et scientifique                                                     | 43° 43′ 26″ N, 2° 59′ 30″ E |       |
| Chaos de Montpellier-le-Vieux        | Millau, La Roque-Sainte-Marguerite, Saint-André-de-Vézines | 27 mars 1993      | 1 489,1         | Pittoresque                                                                     | 44° 08′ 12″ N, 3° 12′ 35″ E |       |
| Gorges du Tarn et de la Jonte        | Mostuéjouls, Peyreleau, Veyreau                            | 29 mars 2002      | 20 212,66       | Pittoresque Le site s'étend également sur le département voisin de la Lozère.   | 44° 15′ 16″ N, 3° 19′ 37″ E |       |
| Aven Noir et ses abords              | Nant                                                       | 30 août 2012      | 2 575,99        | Pittoresque Le site s'étend également sur le département voisin du Gard.        | 44° 05′ 11″ N, 3° 19′ 47″ E |       |

### Sites inscrits

#### Sites actuels
La liste suivante recense les sites inscrits de l'Aveyron en 2024.
| Site | Communes                                           | Date              | Superficie (ha) | Notes | Coordonnées                 | Photo |
| --- | -------------------------------------------------- | ----------------- | --------------- | --- | --------------------------- | ----- |
| Saut de la Mounine                                                                                        | Ambeyrac, Saujac                                   | 25 octobre 1974   | 1 193,02        | Le site est également situé sur le commune de Montbrun dans le Lot. | 44° 29′ 28″ N, 1° 54′ 53″ E |       |
| Butte et château de Gabriac                                                                               | Argences en Aubrac                                 | 27 octobre 1943   | 10,28           | | 44° 49′ 35″ N, 2° 45′ 02″ E |       |
| Cascade du Saut-du-Loup et ses abords                                                                     | Argences en Aubrac                                 | 2 février 1944    | 3,12            | La protection concerne un terrain de 100 m de rayon autour de la cascade. | 44° 44′ 20″ N, 2° 55′ 03″ E |       |
| Château et village de Belcastel et ses abords                                                             | Belcastel, Colombiès                               | 20 mai 1992       | 301,21          | L'inscription de 1992 remplace une inscription antérieure datant de 1942. | 44° 22′ 58″ N, 2° 19′ 58″ E |       |
| Butte et ruines du château de Bar                                                                         | Bor-et-Bar                                         | 24 janvier 1944   | 2,92            | | 44° 11′ 07″ N, 2° 04′ 36″ E |       |
| Trou de Bozouls                                                                                           | Bozouls                                            | 10 janvier 1944   | 36,65           | | 44° 28′ 12″ N, 2° 42′ 59″ E |       |
| Village de Brousse et ses abords                                                                          | Brousse-le-Château                                 | 20 juillet 1944   | 21,15           | | 43° 59′ 50″ N, 2° 37′ 32″ E |       |
| Château, tour de l'église et leurs abords, chemin rural de Brusque à Cribas                               | Brusque                                            | 16 novembre 1973  | 1,11            | | 43° 46′ 07″ N, 2° 56′ 53″ E |       |
| Ensemble formé par le village de Calmont                                                                  | Calmont                                            | 20 novembre 1973  | 18,09           | | 44° 14′ 56″ N, 2° 30′ 39″ E |       |
| Village de Castelmary, ses ruines et ses abords                                                           | Castelmary                                         | 16 juillet 1946   | 6,95            | | 44° 10′ 59″ N, 2° 14′ 46″ E |       |
| Ensemble paysager du village de Combret                                                                   | Combret                                            | 5 mai 2012        | 233,55          | | 43° 50′ 36″ N, 2° 40′ 20″ E |       |
| Village de Compeyre                                                                                       | Compeyre                                           | 20 février 1974   | 9,96            | | 44° 09′ 40″ N, 3° 06′ 06″ E |       |
| Village de Peyre et ses abords                                                                            | Comprégnac                                         | 1er août 1944     | 4,66            | | 44° 05′ 27″ N, 2° 59′ 57″ E |       |
| Place de l'Abbatiale, croix monumentale et maisons qui la bordent                                         | Conques-en-Rouergue                                | 27 février 1942   | 0,13            | La protection n'inclut pas l'abbatiale en elle-même, qui est un monument historique classé. La place est en revanche incluse dans le périmètre inscrit au patrimoine mondial du bien Chemins de Compostelle en France. | 44° 35′ 57″ N, 2° 23′ 52″ E |       |
| Site de Conques (extension)                                                                               | Conques-en-Rouergue                                | 12 février 1976   | 8,31            | Extension du site classé entourant le village de Conques, au niveau du hameau du Périé. | 44° 36′ 24″ N, 2° 22′ 09″ E |       |
| Village de Conques et ses abords                                                                          | Conques-en-Rouergue                                | 22 octobre 1942   | 10,21           | Totalité du village, à l'exception de l'abbatiale, sa place et du pont sur le Dourdou, qui sont inscrits au patrimoine mondial comme éléments du bien Chemins de Compostelle en France.                                | 44° 35′ 56″ N, 2° 23′ 49″ E |       |
| Plateau du Guilhaumard et abîme du Mas Raynal                                                             | Cornus, Fondamente                                 | 13 septembre 1999 | 2 980,54        | | 43° 51′ 24″ N, 3° 11′ 57″ E |       |
| Cascade et ses abords                                                                                     | Creissels                                          | 4 janvier 1945    | 2,12            | | 44° 04′ 45″ N, 3° 03′ 37″ E |       |
| Château, rocher qui le supporte ,terrasse et cimetière                                                    | Creissels                                          | 4 janvier 1945    | 0,42            | | 44° 05′ 09″ N, 3° 03′ 39″ E |       |
| Agglomération d'Entraygues                                                                                | Entraygues-sur-Truyère                             | 6 avril 1943      | 113,08          | | 44° 38′ 38″ N, 2° 34′ 03″ E |       |
| Butte et ruines du château de Calmont d'Olt                                                               | Espalion                                           | 24 décembre 1943  | 10,68           | | 44° 31′ 05″ N, 2° 45′ 10″ E |       |
| Pic de Vermus et ses abords                                                                               | Espalion                                           | 6 mai 1952        | 12,29           | | 44° 31′ 00″ N, 2° 46′ 49″ E |       |
| Plan d'eau du Lot et ses rives                                                                            | Espalion                                           | 15 avril 1942     | 11,42           | | 44° 31′ 19″ N, 2° 45′ 46″ E |       |
| Ensemble du village d'Estaing                                                                             | Estaing                                            | 10 septembre 1943 | 15,41           | | 44° 33′ 19″ N, 2° 40′ 18″ E |       |
| Village de Faycelles et ses abords                                                                        | Faycelles                                          | 23 septembre 1988 | 726,28          | | 44° 33′ 40″ N, 1° 59′ 47″ E |       |
| Château de Montaigut et ses abords                                                                        | Gissac                                             | 12 août 1980      | 106,58          | Le château est un monument historique inscrit. | 43° 53′ 09″ N, 2° 52′ 53″ E |       |
| Pont de Pigasse avec le vieux moulin et leurs abords                                                      | Laguiole                                           | 30 décembre 1943  | 0,17            | | 44° 41′ 19″ N, 2° 50′ 49″ E |       |
| Ensemble formé par le village de Marcillac-Vallon                                                         | Marcillac-Vallon                                   | 3 décembre 1973   | 3,9             | | 44° 28′ 24″ N, 2° 27′ 50″ E |       |
| Gorges de la Dourbie                                                                                      | Millau, La Roque-Sainte-Marguerite                 | 31 décembre 1984  | 5 505,9         | | 44° 06′ 35″ N, 3° 11′ 56″ E |       |
| Place Maréchal-Foch et vieux quartier au sud de celle-ci                                                  | Millau                                             | 19 mars 1946      | 1,06            | | 44° 05′ 52″ N, 3° 04′ 51″ E |       |
| Quartier du vieux moulin et rives du Tarn                                                                 | Millau                                             | 6 août 1945       | 0,38            | | 44° 05′ 38″ N, 3° 04′ 31″ E |       |
| Vieilles maisons rue du Voultre et passage voûté du Pozous                                                | Millau                                             | 6 février 1946    | 0,05            | | 44° 05′ 47″ N, 3° 04′ 43″ E |       |
| Ensemble formé par le village de Montrozier et ses prés avoisinants                                       | Montrozier                                         | 5 septembre 1973  | 47,29           | | 44° 24′ 22″ N, 2° 44′ 46″ E |       |
| Gorges du Tarn                                                                                            | Mostuéjouls                                        | 16 juin 1942      | 13,21           | | 44° 11′ 46″ N, 3° 12′ 31″ E |       |
| Village de Mostuéjouls et hameau de Liaucous                                                              | Mostuéjouls                                        | 25 août 1975      | 678,52          | | 44° 12′ 39″ N, 3° 11′ 15″ E |       |
| Butte du château de la Servayrie et ses abords immédiats                                                  | Mouret                                             | 27 octobre 1943   | 8,18            | Le château est un monument historique classé. | 44° 31′ 04″ N, 2° 30′ 48″ E |       |
| Village et ses abords, butte du château, cimetière, jardins, promenade                                    | Mur-de-Barrez                                      | 15 novembre 1943  | 28,18           | | 44° 50′ 37″ N, 2° 39′ 35″ E |       |
| Ensemble du village de Muret-le-Château                                                                   | Muret-le-Château                                   | 22 septembre 1943 | 11,94           | | 44° 29′ 34″ N, 2° 34′ 33″ E |       |
| Village de Najac, butte du château, terrains et bois au nord                                              | Najac                                              | 15 avril 1942     | 24,31           | | 44° 13′ 09″ N, 1° 58′ 35″ E |       |
| Source du Durzon et ses abords                                                                            | Nant                                               | 23 janvier 1939   | 3,17            | La protection concerne les terrains dans un rayon de 100 m autour de la source | 43° 59′ 27″ N, 3° 15′ 42″ E |       |
| Village de Cantobre et ses abords                                                                         | Nant                                               | 19 mars 1963      | 2,49            | | 44° 03′ 28″ N, 3° 18′ 18″ E |       |
| Rue du Four, façades et toitures                                                                          | Naucelle                                           | 25 juin 1973      | 0,12            | | 44° 11′ 52″ N, 2° 20′ 29″ E |       |
| Tour et ensemble du vieux village                                                                         | Peyreleau                                          | 14 février 1944   | 8,38            | | 44° 11′ 20″ N, 3° 12′ 26″ E |       |
| Vallée de la Jonte                                                                                        | Peyreleau, Veyreau                                 | 22 août 1973      | 8,99            | | 44° 11′ 18″ N, 3° 12′ 35″ E |       |
| Vestiges du vieux village                                                                                 | Peyrusse-le-Roc                                    | 25 septembre 1963 | 31,75           | | 44° 29′ 55″ N, 2° 08′ 20″ E |       |
| Rochers et hameau de Peyrelade                                                                            | Rivière-sur-Tarn                                   | 31 janvier 1963   | 41,2            | | 44° 11′ 56″ N, 3° 08′ 34″ E |       |
| Village de Rodelle et butte sur laquelle il est édifié                                                    | Rodelle                                            | 21 octobre 1943   | 22,3            | | 44° 29′ 24″ N, 2° 37′ 36″ E |       |
| Ensemble de Layoule                                                                                       | Rodez                                              | 4 mars 1942       | 7,27            | | 44° 21′ 12″ N, 2° 34′ 58″ E |       |
| Square Monteil et immeubles en contrebas                                                                  | Rodez                                              | 28 octobre 1943   | 2,57            | | 44° 21′ 16″ N, 2° 34′ 31″ E |       |
| Chaos de Montpellier-le-Vieux                                                                             | La Roque-Sainte-Marguerite, Saint-André-de-Vézines | 4 janvier 1974    | 1 603,65        | | 44° 08′ 15″ N, 3° 13′ 01″ E |       |
| Rocher, ruines et hameau de Saint-Véran                                                                   | La Roque-Sainte-Marguerite                         | 23 juin 1944      | 7,42            | | 44° 06′ 27″ N, 3° 15′ 52″ E |       |
| Croix des Trois-Évêques et ses abords                                                                     | Saint-Chély-d'Aubrac                               | 27 octobre 1943   | 2,17            | Terrains protégés dans un rayon de 100 m autour de la croix. | 44° 38′ 42″ N, 2° 58′ 24″ E |       |
| Bourg | Saint-Côme-d'Olt                                   | 28 juillet 1944   | 1,16            | | 44° 30′ 54″ N, 2° 48′ 54″ E |       |
| Rives du Lot en aval du pont                                                                              | Saint Geniez d'Olt et d'Aubrac                     | 19 mai 1944       | 1,22            | | 44° 27′ 58″ N, 2° 58′ 17″ E |       |
| Hameau de Luzençon et chapelle                                                                            | Saint-Georges-de-Luzençon                          | 25 juin 1973      | 18,92           | | 44° 03′ 54″ N, 2° 58′ 14″ E |       |
| Village de Saint-Izaire et ses abords                                                                     | Saint-Izaire                                       | 30 novembre 1973  | 94,84           | | 43° 58′ 27″ N, 2° 43′ 13″ E |       |
| Fort de Saint-Jean-d'Alcas                                                                                | Saint-Jean-et-Saint-Paul                           | 16 janvier 1963   | 0,28            | | 43° 55′ 40″ N, 3° 00′ 18″ E |       |
| Ville de Saint-Sernin-sur-Rance et ses abords                                                             | Saint-Sernin-sur-Rance                             | 19 juin 1944      | 25,11           | | 43° 53′ 04″ N, 2° 36′ 17″ E |       |
| Bourg de Sainte-Eulalie-de-Cernon                                                                         | Sainte-Eulalie-de-Cernon                           | 19 février 1963   | 1,52            | | 43° 58′ 57″ N, 3° 08′ 08″ E |       |
| Tindoul de la Vayssière et terrains qui l'environnent                                                     | Salles-la-Source                                   | 31 décembre 1942  | 29,89           | | 44° 26′ 10″ N, 2° 34′ 32″ E |       |
| Village de Salles-la-Source                                                                               | Salles-la-Source                                   | 22 novembre 1945  | 78,2            | La protection comprend les quatre villages composant la commune : Salles, la Croissié, Saint-Laurent et le Bourg. | 44° 26′ 13″ N, 2° 30′ 39″ E |       |
| Château de Roumégous                                                                                      | La Salvetat-Peyralès                               | 25 septembre 1975 | 4,46            | | 44° 12′ 07″ N, 2° 09′ 52″ E |       |
| Château, village de Montarnal et terrains voisins jusqu'aux rives du Lot                                  | Sénergues                                          | 4 mars 1942       | 1,95            | | 44° 38′ 47″ N, 2° 26′ 48″ E |       |
| Terrain situé au tournant de la route départementale 888 entre les point kilométriques 108,740 et 108,800 | Tauriac-de-Naucelle                                | 16 novembre 1939  | 0,81            | Le terrain, situé dans une boucle de la route, permet un point de vue sur le viaduc du Viaur. | 44° 07′ 29″ N, 2° 19′ 11″ E |       |
| Site de Laussac                                                                                           | Thérondels                                         | 7 avril 1939      | 8,39            | | 44° 51′ 13″ N, 2° 46′ 21″ E |       |
| Château du Puech et ses abords                                                                            | Villecomtal                                        | 21 octobre 1943   | 1,94            | | 44° 32′ 24″ N, 2° 34′ 15″ E |       |
| Place Antoine-de-Morlhon, chapelle et ses abords                                                          | Villefranche-de-Rouergue                           | 8 décembre 1945   | 0,05            | | 44° 21′ 07″ N, 2° 02′ 20″ E |       |
| Place de l'hôtel de ville : groupe de vieilles maisons pittoresques                                       | Villefranche-de-Rouergue                           | 8 décembre 1945   | 0,13            | | 44° 21′ 01″ N, 2° 02′ 13″ E |       |
| Place de la Fontaine : groupe de vieilles maisons                                                         | Villefranche-de-Rouergue                           | 8 décembre 1945   | 0,09            | | 44° 21′ 05″ N, 2° 02′ 13″ E |       |
| Rue de la Lampe : groupe de vieilles maisons pittoresques                                                 | Villefranche-de-Rouergue                           | 8 décembre 1945   | 0,13            | | 44° 21′ 01″ N, 2° 02′ 15″ E |       |

#### Anciens sites
Douze sites, précédemment inscrits, ont été radiés en 2022, requalifiés en sites patrimoniaux remarquables :
- La Couvertoirade : commanderie et ses abords
- Rodez	:
  - Boulevard de la République : ensemble de vieux remparts
  - Boulevards d'Estournel et de Belle-Isle, remparts, immeubles qui les bordent
  - Ensemble formé, rue Saint-Cyrice, par l'auberge des Trois-Mulets et les maisons contiguës
  - Immeubles de la rue Bosc et de la place d'Estaing
  - Places du Bourg et de l'Olmet, façades et toitures des immeubles
  - Point de vue du square François-Fabié
  - Rue Bonald : immeubles
  - Rue de l'Embergue : immeubles
  - Terrains situés en contrebas de la terrasse de l'Embergue
- Sauveterre-de-Rouergue : ensemble formé par la bastide
- Villefranche-de-Rouergue : centre ancien